# Parafia Przemienienia Pańskiego w Nowosybirsku
Parafia Przemienienia Pańskiego w Nowosybirsku – rzymskokatolicka parafia znajdująca się w Nowosybirsku, w diecezji Przemienienia Pańskiego w Nowosybirsku, w dekanacie centralnym. Jest to parafia katedralna diecezji.

## Historia
Przed rewolucją październikową istniała w Nowonikołajewsku aktywna społeczność katolicka licząca ok. 4000 wiernych. W 1905 rozpoczęto budowę kościoła pw. św. Kazimierza, a w 1910 erygowano parafię. Kościół prowadził wówczas w mieście także szkołę i organizację charytatywną.
Kościół św. Kazimierza został zamknięty przez komunistów w latach 30. i w latach 60. zburzony. Obecnie na jego miejscu znajduje się centrum handlowe. Przez większość okresu istnienia Związku Sowieckiego nowosybirscy katolicy potajemnie gromadzili się na modlitwy w domach prywatnych. Dopiero od 1982 do Nowosybirska zaczął przyjeżdżać kapłan ks. Józef Świdnicki, który w 1983 rozpoczął na obrzeżach miasta budowę kaplicy pw. Niepokalanego Poczęcia Najświętszej Maryi Panny. M.in. za to został skazany na 2,5 roku łagrów. Wierni jednak dokończyli budowę.
Na przełomie lat 80 i 90 uzyskano pozwolenie na budowę kościoła w centrum miasta. 13 kwietnia 1991 papież Jan Paweł II uczynił Nowosybirsk stolicą administratury apostolskiej Syberii (od 11 lutego 2002 diecezji Przemienienia Pańskiego w Nowosybirsku). Przez około rok funkcję jej katedry pełniła kaplica Niepokalanego Poczęcia Najświętszej Maryi Panny, a następnie niewielka drewniana kaplica w centrum miasta. Wiosną 1992 rozpoczęto budowę obecnej katedry (kościoła parafialnego omawianej parafii), która zakończyła się w 1997. Konsekracji dokonał 10 sierpnia 1997 administrator apostolski Syberii bp Joseph Werth. Przy budynku katedry mieści się siedziba kurii diecezjalnej.